# Olasz labdarúgókupa
A Coppa Italia (Olasz Kupa, hivatalosan TIM Kupa) az olasz labdarúgás évenként megrendezett kupája. Az első kiírását 1922-ben tartották, de a második kupagyőztest csak 1936-ban avatták. A Juventus vezeti az örökranglistát tizennégy győzelemmel. A Juventus játszotta a legtöbb döntőt, 16-ot (az AS Roma 15, a Torino 14 döntőt játszhatott). A címvédő egy háromszínű kokárdát viselhet a mezén, és Európa-liga indulást szerez a következő idényre. Azok a klubok, amelyek 10 alkalommal megnyerik a rendezvényt, egy ezüst színű csillagot viselhetnek a mezükön, ami hasonló ahhoz, amikor a Scudettót 10-szer megnyerő csapatok aranycsillagot kapnak.
A torna iránt alacsony az érdeklődés, ami főként annak köszönhető, hogy a csapatok nem tulajdonítanak neki nagy jelentőséget, és nem a legjobb csapatukat küldik a pályára. Amíg a legjobb csapatok közül néhánynak 50 000 fős az átlagnézettsége a bajnoki mérkőzéseken, addig ugyanezeknél a csapatoknál a Coppa Italia mérkőzések csupán körülbelül 30 000 nézőt vonzanak. Érdekesség, hogy a legtöbb nemzeti kupa Európában nagy tömegeket vonz. Olaszországban gyakran csak a döntőre látogat ki sok néző, ahol az Európa-liga indulás dől el.

## Lebonyolítás és párosítások
2007. június 28-án nyilvánosságra hozták a 2007-08-as torna lebonyolításának rendjét. Az új lebonyolítási rend a versenyben részt vevő csapatok számát 42-re csökkentette, amelyek a Serie A-ban és a Serie B-ben szerepelnek a 2007-08-as szezonban; Serie C-ben játszó csapat nem vehet részt a sorozatban. A különös oda-visszavágós rendszerű döntőt is eltörölték. Egy mérkőzésen dől el a döntő, amit Rómában, a Stadio Olimpicóban rendeznek meg.
A párosítások a következőképpen mutatnak:
- Első szakasz: egy mérkőzéses rendszer
  - Első forduló: az utolsó 24 kiemeltet (19-42) párosítják
  - Második forduló: az első forduló 12 győztesét párosítják
- Második szakasz: egy mérkőzéses rendszer
  - az első szakasz 6 győztesét párosítják a 9-18. kiemelt csapatokkal
- Harmadik szakasz: oda-visszavágós rendszer
  - a 16 közé jutásért: a második szakasz 8 győztesét beteszik 1-8. kiemelt csapatok közé
  - Negyeddöntők és elődöntők: oda-visszavágós rendszer
- Döntő: egy mérkőzéses rendszer semleges pályán

## Kiemelések
A kiemelést a következők szerint végzik:
a) az 1. kiemelt az előző év Olasz Kupa-győztese.
b) a 2-8. kiemeltek a Bajnokok Ligája/UEFA-kupa résztvevői. Ha kevesebb, mint 8 csapat van, akkor az ezeket követő legmagasabban jegyzett Serie A csapat(ok) egészíti(k) ki a listát.
c) a 9-17. kiemeltek a 9 fennmaradó Serie A csapat.
d) a 18-20. kiemeltek a Serie B-ből a Serie A-ba az idén feljutott 3 csapat.
e) a 21-23. kiemeltek a Serie A-ból a Serie B-be az idén kiesett csapatok.
f) a 24-37. kiemeltek a 14 Serie B-ben a 17-ik hellyel bezárólag végzett csapatok, kivéve a Serie A-ba feljutókat.
g) a 38. kiemelt a Serie B osztályozó győztese.
h) a 39-42. kiemelt a Serie C1-ből a Serie B-be az idén feljutott 4 csapat.

## Győztesek évek szerint
- 1958 – Vado
- 1926–1927 – A kupa félbeszakadt
- 1935–1936 – Torino
- 1936–1937 – Genoa
- 1937–1938 – Juventus
- 1938–1939 – Internazionale
- 1939–1940 – Fiorentina
- 1940–1941 – Venezia
- 1941–1942 – Juventus
- 1942–1943 – Torino
- 1958 – Lazio
- 1958–1959 – Juventus
- 1959–1960 – Juventus
- 1960–1961 – Fiorentina
- 1961–1962 – Napoli
- 1962–1963 – Atalanta
- 1963–1964 – Roma
- 1964–1965 – Juventus
- 1965–1966 – Fiorentina
- 1966–1967 – Milan
- 1967–1968 – Torino
- 1968–1969 – Roma
- 1969–1970 – Bologna
- 1970–1971 – Torino
- 1971–1972 – Milan
- 1972–1973 – Milan
- 1973–1974 – Bologna
- 1974–1975 – Fiorentina
- 1975–1976 – Napoli
- 1976–1977 – Milan
- 1977–1978 – Internazionale
- 1978–1979 – Juventus
- 1979–1980 – Roma
- 1980–1981 – Roma
- 1981–1982 – Internazionale
- 1982–1983 – Juventus
- 1983–1984 – Roma
- 1984–1985 – Sampdoria
- 1985–1986 – Roma
- 1986–1987 – Napoli
- 1987–1988 – Sampdoria
- 1988–1989 – Sampdoria
- 1989–1990 – Juventus
- 1990–1991 – Roma
- 1991–1992 – Parma
- 1992–1993 – Torino
- 1993–1994 – Sampdoria
- 1994–1995 – Juventus
- 1995–1996 – Fiorentina
- 1996–1997 – Vicenza
- 1997–1998 – Lazio
- 1998–1999 – Parma
- 1999–2000 – Lazio
- 2000–2001 – Fiorentina
- 2001–2002 – Parma
- 2002–2003 – Milan
- 2003–2004 – Lazio
- 2004–2005 – Internazionale
- 2005–2006 – Internazionale
- 2006–2007 – Roma
- 2007–2008 – Roma
- 2008–2009 – Lazio
- 2009–2010 – Internazionale
- 2010–2011 – Internazionale
- 2011–2012 – Napoli
- 2012–2013 – Lazio
- 2013–2014 – Napoli
- 2014–2015 – Juventus
- 2015–2016 – Juventus
- 2016–2017 – Juventus
- 2017–2018 – Juventus
- 2018–2019 – Lazio
- 2019–2020 – Napoli
- 2020–2021 – Juventus
- 2021–2022 – Internazionale
- 2022–2023 – Internazionale
- 2023–2024 – Juventus
- 2024–2025 – Bologna

## Győzelmek klubonként
| Klub           | Győzelmek | 2. helyezések | Győztes évek |
| -------------- | --------- | ------------- | --- |
| Juventus       | 15        | 7             | 1937–38, 1941–42, 1958–59, 1959–60, 1964–65, 1978–79, 1982–83, 1989–90, 1994–95, 2014–15, 2015–16, 2016–17, 2017–18, 2020–2021, 2023–2024 |
| Roma           | 9         | 8             | 1964, 1969, 1980, 1981, 1984, 1986, 1991, 2007, 2008                                                                                      |
| Internazionale | 9         | 6             | 1939, 1978, 1982, 2005, 2006, 2010, 2011, 2022, 2023                                                                                      |
| Lazio          | 7         | 3             | 1958, 1998, 2000, 2004, 2009, 2013, 2019                                                                                                  |
| Napoli         | 6         | 4             | 1962, 1976, 1987, 2012, 2014, 2020 |
| Fiorentina     | 6         | 5             | 1940, 1961, 1966, 1975, 1996, 2001 |
| Torino         | 5         | 8             | 1936, 1943, 1968, 1971, 1993 |
| Milan          | 5         | 10            | 1967, 1972, 1973, 1977, 2003 |
| Sampdoria      | 4         | 3             | 1985, 1988, 1989, 1994 |
| Parma          | 3         | 2             | 1992, 1999, 2002 |
| Bologna        | 3         |               | 1970, 1974, 2025 |
| Atalanta       | 1         | 4             | 1963 |
| Genoa          | 1         | 1             | 1937 |
| Venezia        | 1         | 1             | 1941 |
| Vado           | 1         | -             | 1922 |
| Vicenza        | 1         | -             | 1997 |
| Palermo        | -         | 3             | - |
| Hellas Verona  | -         | 3             | - |
| Cagliari       | -         | 2             | - |
| Alessandria    | -         | 1             | - |
| Ancona         | -         | 1             | - |
| Catanzaro      | -         | 1             | - |
| Foggia         | -         | 1             | - |
| Novara         | -         | 1             | - |
| Padova         | -         | 1             | - |
| SPAL           | -         | 1             | - |
| Udinese        | -         | 1             | - |
| Varese         | -         | 1             | - |

Vastagon kiemelve a jelenlegi győztes.